# Philodina
Philodina är ett släkte av hjuldjur som beskrevs av Ehrenberg 1830. Philodina ingår i familjen Philodinidae.

## Dottertaxa tillPhilodina, i alfabetisk ordning[1][2]
- Philodina acuticornis
- Philodina alata
- Philodina americana
- Philodina amethystina
- Philodina antarctica
- Philodina arndti
- Philodina australis
- Philodina brevipes
- Philodina calceata
- Philodina childi
- Philodina citrina
- Philodina convergens
- Philodina cristata
- Philodina dobrogensis
- Philodina duplicalcar
- Philodina erythrophthalma
- Philodina eurystephana
- Philodina flaviceps
- Philodina foissneri
- Philodina grandis
- Philodina gregaria
- Philodina indica
- Philodina inopinata
- Philodina jeanneli
- Philodina lepta
- Philodina megalotrocha
- Philodina morigera
- Philodina nemoralis
- Philodina nitida
- Philodina parvicalcar
- Philodina patula
- Philodina plena
- Philodina praelonga
- Philodina proterva
- Philodina quadrata
- Philodina rapida
- Philodina roseola
- Philodina rugosa
- Philodina scabra
- Philodina squamosa
- Philodina striata
- Philodina tenuicalcar
- Philodina tranquilla
- Philodina tridentata
- Philodina vorax